# Colegio de la Bici
El Colegio de la Bici es un colegio público y centro de formación del SENA ubicado en Bosa reconocido por ser el primer colegio técnico en disciplinas relacionadas con la bicicleta y uno de los más innovadores de Latinoamérica.

## Historia
Mientras estaba en construcción la Avenida Bosa (la vía que queda al frente del colegio) el alcalde Enrique Peñalosa realizó una de sus habituales visitas de obra y encontró el lote y pensó que sería un lugar interesante para construir un colegio, al indagar junto con su administración encontraron que el propietario del lote era RCN Radio, luego de hablar con ellos, lograron que se lo vendieran al distrito y allí se construyó el colegio de la bici y posteriormente se hizo el convenio con el SENA.
El contrato para este proyecto se adjudicó en diciembre del 2018 y tuvo un costo de $26.531 millones. Con estos recursos se construyó tanto el Colegio como el centro de formación del SENA de la Bici.

## Tipo de enseñanza
El colegio de la bici imparte una formación escolar enfocada en las ciencias, y en los grados 10 y 11 podrán decidir si estudiar, a la par, un técnico en alguna disciplina relacionada con la bicicleta. La capacitación, dada por el Sena, es en mecánica de bicicletas de gama baja, media o alta.
También se ofrecen programas en formación deportiva y biomecánica. Y un programa en patronaje y confección de ropa deportiva.
La formación no solo se brindará a los estudiantes del colegio, sino también a los aprendices del SENA y a población que se inscriba.
“La meta es capacitar en esta institución educativa alrededor de 240 aprendices en formación titulada y 9.000 en formación complementaria, en especial de las localidades de Bosa, Tunjuelito y Kennedy”, aseguró Carlos Mario Estrada, director general del SENA.
el Colegio de la Bici tendrá cuatro líneas de formación: 
- Movilidad sostenible.
- Sostenibilidad ambiental
- Hábitos de vida saludables
- Competencias ciudadanas

## Instalaciones
Dentro del colegio, el SENA operará el Centro de la Bici que cuenta con un área técnica destinada a la mecánica de la bici, compuesta por seis aulas especializadas para clase teórica y por dos talleres para práctica, almacén, zona de locker, área de pruebas, taller para patronaje, gimnasio, y laboratorio de biomecánica y fisiología.
Los otros bloques, cuya construcción terminó en 2020, tienen 10 aulas de primera infancia, 10 aulas de básica primaria, ocho aulas de básica secundaria, cuatro aulas de media, biblioteca, aula polivalente, laboratorios de física, química y biología, centro de recursos de idiomas, aulas de informática, aulas de tecnología, taller de música, artes y danza, aula múltiple, cocina escolar, canchas múltiples y parque infantil.